# Tayabas Ayta jezik
Tayabas Ayta jezik (ISO 639-3: ayy), centralnofilipinski jezik, šire filipinske skupine, nekad klasificiran u mezofilipinske jezike. 
Govorio se na otoku Luzon u provinciji Quezon Filipini. Članovi etničke grupe (rasno pripadaju Negritima) danas se služe tagalogom.

## Vanjske poveznice
- Ethnologue (14th)